# Les Ollières
Les Ollières è un comune delegato e frazione del comune di Fillière, situato nel dipartimento dell'Alta Savoia della regione dell'Alvernia-Rodano-Alpi. In precedenza comune autonomo, il 1º gennaio 2017 è confluito insieme agli ex comuni di Évires, Aviernoz, Thorens-Glières e Saint-Martin-Bellevue per costituire il nuovo comune di Fillière.

## Società

### Evoluzione demografica
Abitanti censiti